# OpenEdition Journals
OpenEdition Journals est un portail de livres et de revues scientifiques en ligne né en 1999 sous le nom de revues.org, ce qui en fait le plus ancien portail français de revues en ligne.
Il est spécialisé en lettres, sciences humaines et sciences sociales. Il fait partie du portail OpenEdition et devient OpenEdition Journals en décembre 2017.

## Concept

Ancien logo de revues.org.

Projet directement issu de la communauté scientifique et reconnu à l'échelle nationale et internationale, il offre aux revues fédérées une plateforme d'édition numérique. Ces revues relèvent toutes du champ des sciences humaines et sociales, au sens large, de l'histoire aux sciences politiques, de la géographie à la sociologie, de la philosophie à la psychologie cognitive en passant par le droit, les sciences de l'information, les études visuelles…
Installée en France, revues.org accueille principalement des revues francophones, mais également des revues éditées hors de France ou publiées en partie ou en totalité dans d'autres langues (anglais, espagnol, portugais) .
Né sous la forme d'une association, revues.org a donné naissance à une unité mixte de service, le Centre pour l'édition électronique ouverte. En 2011, une partie des revues du portail bascule dans un modèle économique "freemium", la version HTML des articles étant librement accessible sans barrière mobile ou période d'embargo, les formats alternatifs (PDF et Epub) devenant accessibles uniquement via les institutions abonnées.
Début 2015, l'offre freemium intègre 28 % des revues disponibles sur le portail tandis que 37 % des revues sont disponibles en accès ouvert simple. Le reste des revues, soit 35 % d'entre -elles, est disponible selon le régime de la "barrière mobile". Selon ce principe, les numéros les plus récents des revues ne passent en libre accès qu'après une période d'embargo, au cours de laquelle ils sont accessibles dans le cadre d'un abonnement. Certaines de ces revues font l'objet d'un partenariat avec Cairn.info. Revues.org incite les revues hébergées à limiter les délais d'embargo à 12 mois.

## OpenEdition
OpenEdition Journals fait partie du portail OpenEdition depuis 2011,. Initialement lancé autour des revues, ce portail diffuse des livres depuis 2009 sur la plateforme OpenEdition Books, comme les leçons inaugurales du Collège de France. La plateforme de blogs scientifiques Hypotheses.org et Calenda, le calendrier des lettres et des sciences humaines et sociales, complètent l'offre d'OpenEdition.

## Membres
La majorité des revues de la fédération est soutenue, directement ou indirectement, par le CNRS, le Centre national du livre, des universités ou de grandes écoles.
Mi-2009, revues.org accompagne plus de 200 revues publiées par des sociétés savantes, des établissements de recherche, des presses universitaires et des éditeurs privés, dans le champ des sciences humaines et sociales. Le portail est soutenu par le CNRS, l'EHESS et l'Université d'Avignon et des Pays de Vaucluse.
En mai 2024, le portail héberge 637 revues.

## Fonctionnement
Le site est accompagné par Calenda, le calendrier des sciences sociales et par hypothèses.org, plateforme de carnets de recherches (blogging scientifique).
Lodel, le logiciel libre d'édition électronique conçu par revues.org, anime l'ensemble du portail.
Depuis 2007, revues.org est intégré au projet Adonis, un TGE (Très grand équipement) conçu par le ministère de la Recherche pour valoriser les sciences humaines et sociales. Depuis 2011, il est financé par la TGIR (Très grande infrastructure pour la recherche) BSN (Bibliothèque scientifique numérique) .
Pour une partie de ces revues, la partie rétrospective des collections est publiée sur le portail Persée.